# Max Spirgatis
Max Spirgatis (* 4. Februar 1851 in Königsberg i. Pr.; † 21. Dezember 1902 in Leipzig) war ein deutscher Antiquar, Buchwissenschaftler und Verlagsbuchhändler in Straßburg und Leipzig.

## Leben
Spirgatis studierte an der Albertus-Universität und der Friedrich-Wilhelms-Universität zu Berlin Germanistik.
1871 wurde er im Corps Baltia Königsberg recipiert.  Mit einer Doktorarbeit über den Minnesänger Friedrich von Hausen wurde er 1876 an der Eberhard Karls Universität Tübingen zum Dr. phil. promoviert. 1887/88 war er stiller Teilhaber des Verlags Karl J. Trübner in Straßburg. Er wurde bekannt durch eine Transaktion, die zur Rückführung der Manessischen Liederhandschrift führte; seit dem Dreißigjährigen Krieg hatte sie sich in Frankreich befunden. 1891 begründete er ein eigenes Antiquariat in Leipzig mit den Spezialgebieten Buchgeschichte, Literaturgeschichte und Historische Linguistik sowie Orientalistik. Wenig später wurde dem Geschäft ein Wissenschaftsverlag angefügt. Spirgatis wurde 51 Jahre alt.